# Estret de Taiwan
L'estret de Taiwan o estret de Formosa, (en xinès: 台湾海峡, Táiwān Hǎixiá) abans anomenat «rasa negra» fa 180 km d'amplada (111,85 milles) i separa la Xina continental de Taiwan. L'estret és part del mar de la Xina del sud i el connecta el mar de la Xina oriental al nord-est. La part més estreta fa 130 km d'ample.

## Noms
Entre els antics noms de l'estret de Taiwan es troben el de Formosa o estret de Formosa, procedent d'un nom antic de Taiwan; l'estret de Fokien o Fujian, per la província xinesa que forma la riba occidental de l'estret i el de Fossa Negra, un calc del nom de l'estret en les llengües hokkien i hakka.

## Geografia
L'estret de Taiwan és la massa d'aigua que separa la província de Fujian de l'illa de Taiwan. Els acords internacionals no defineixen l'estret de Taiwan, sinó que situen les seves aigües dins de la mar de la Xina Meridional, el límit septentrional de la qual va des del cap Fugui (el punt més septentrional de l'illa de Taiwan; Fukikaku) fins a l'illa de Niushan, passant pel punt més meridional de l'illa Pingtan, i d'aquí cap a l'oest al llarg del paral·lel 25° 24′ N. fins a la costa de la província de Fujian. El projecte d'una nova edició dels límits dels oceans i mars de l'OHI sí que defineix amb precisió l'estret de Taiwan, classificant-lo com a part de l'Oceà Pacífic Nord. Fa de l'estret de Taiwan una massa d'aigua entre la mar de la Xina Oriental i la mar de la Xina Meridional i el delimita de la manera següent:
- Pel Nord: Una línia que uneix la costa de la Xina (25° 42′ N - 119° 36′ E) cap a l'est fins al cap Xiang (25° 40′ N - 119° 47′ 10″ E), extrem septentrional de l'illa de Haitán, i des d'allí fins al cap Fugui (25° 17′ 45″ N - 121° 32′ 30″ E), extrem septentrional de l'illa de Taiwan (límit comú amb la mar de la Xina Oriental).
- Per l'est: Des del cap Fugui cap al sud, al llarg de la costa occidental de l'illa de Taiwan, fins al cap Eluan (21° 53′ 45″ N - 120° 51′ 30″ E), l'extrem sud d'aquesta illa.
- Pel sud: Una línia que uneix el cap Eluan cap al nord-oest, al llarg de la riba sud de l'illa de Nanao, fins a l'extrem sud-est d'aquesta illa (23° 23′ 35″ N - 117° 07′ 15″ E); des d'allí cap a l'oest, al llarg de la costa sud de l'illa de Nanao, fins al capçal de Changshan (23° 25′ 50″ N - 116° 56′ 25″ E), l'extrem occidental d'aquesta illa; i des d'allí una línia que uneix Changshan cap a l'oest fins a la desembocadura del riu Hanjiang (23° 27′ 30″ N - 116° 52′ E), en la costa de la Xina (el límit comú amb la mar de la Xina Meridional)
- Per l'oest: Des de la desembocadura del riu Hanjiang cap al nord-est, al llarg de la costa de la Xina, fins a la posició 25° 42′ N - 119° 36′ E.

Tot l'estret es troba en la plataforma continental d'Àsia. La seva profunditat és gairebé íntegrament inferior a 150 m, amb un breu barranc d'aquesta profunditat enfront de la costa sud-oest de Taiwan. Hi ha moltes illes en l'estret. Les illes més grans i importants de la costa de Fujian són Xiamen, Gulangyu, Pingtan (el Haitán de la delimitació de l'OHI), Kinmen i Matsu. Els tres primers estan controlats per la República Popular de la Xina (RPC); els dos últims per la República de la Xina (ROC). Dins de l'estret es troba Penghu o les illes Pescadors, també controlats per la ROC. Hi ha un important banc submarí a 40–60 km al nord de les illes Penghu.

### Importància geogràfica
L'estret de Formosa és una de les vies fluvials més transitades del món: el trànsit de contenidors al llarg de la costa xinesa, on també hi ha molts vaixells de pesca. Com a part de la política d'obertura de Deng Xiaoping, els pescadors d'ambdós bàndols van començar ràpidament el contraban. Des de finals del segle xx, centenars de milers de taiwanesos van arribar a Fujian com a turistes, visites familiars i inversors.
La província de Fujian de la Xina continental és a l'oest de l'estret, mentre que illes importants com Kinmen, Xiamen, Pingtan i les Matsu són a prop de la costa. A l'est es troben les costes occidentals de Taiwan i Penghu. Els pescadors de les illes fan servir les aigües de l'estret per pescar. Hi desemboquen els rius Min i Jiulong.
Hi ha uns quants parcs eòlics marins en funcionament o en construcció a l'estret de Formosa, com ara l'illa Longyuan Putian Nanri, la badia de Putian Pinghai o Formosa.
Geoestratègicament, l'estret de Formosa és important perquè separa la República de la Xina a Taiwan de la República Popular de la Xina al continent. A la dècada de 1950 hi havia el risc d'un conflicte militar entre la República Popular de la Xina, d'una banda, i la República de la Xina en aliança amb els Estats Units de l'altra. Mao Zedong va fer bombardejar l'illa Kinmen, situada a la vista de la costa de Fujian però administrada per Taiwan. Hi ha discussions sobre la importància estratègica de l'estret de Taiwan. Alguns polítics japonesos argumenten que aquest estret és essencial per la ruta del petroli des de l'Orient Mitjà via l'estret de Malaca al Japó. Tanmateix, altres diuen que això és només una excusa per intervenir-hi, ja que la ruta a l'est de l'estret és més curta.

### Línia divisòria
Històricament, tant la República Popular de la Xina com la República de la Xina (Taiwan) van adoptar una política d'una sola Xina que considerava l'estret com a part de la zona econòmica exclusiva d'una única Xina. En la pràctica, hi ha una frontera marítima de control al llarg de la línia mitjana de l'estret. La línia mitjana va ser definida el 1955 pel general de la Força Aèria estatunidenca Benjamin O. Davis Jr. que va traçar una línia al centre de l'estret. Els Estats Units van pressionar llavors les dues parts perquè arribessin a un acord tàcit de no travessar la línia mitjana. La línia es coneix com a línia de Davis. La República Popular de la Xina no va passar la línia mitjana fins al 1999, però després de la primera invasió el 1999, els avions xinesos han envaït la línia mitjana amb creixent regularitat.

## Història

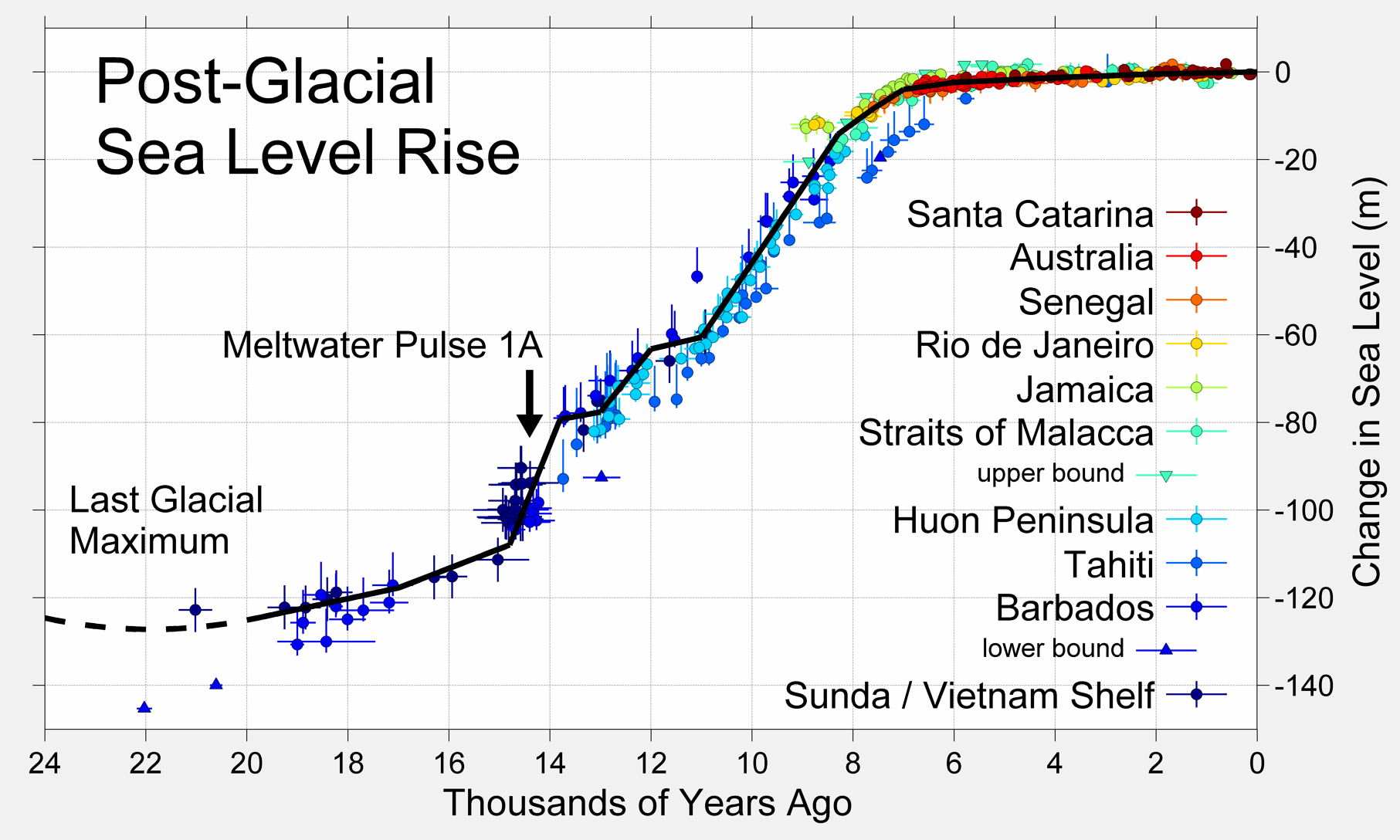
L'estret de Taiwan va aparèixer a l'inici del període més càlid actual.

L'estret va separar majoritàriament la cultura Han del continent xinès dels aborígens de l'illa de Taiwan durant mil·lennis, tot i que els hakka i els hoklo van comerciar i van migrar a través d'ell. Els exploradors europeus, principalment espanyols i holandesos, també van aprofitar l'estret per establir bases avançades per al comerç amb el continent durant els Ming; les bases també es van utilitzar per assaltar tant la costa xinesa com els vaixells comercials dels països rivals.
La migració xinesa generalitzada a través de l'estret va començar a finals de Ming. Durant la conquesta Qing, Zheng Chenggong (Koxinga) va expulsar els holandesos i va establir el Regne de Tungning el 1661, planejant llançar una reconquesta del continent en nom de les branques Ming del Sud de l'antiga dinastia Imperial. Dorgon i l'emperador Kangxi van poder consolidar el seu control sobre el sud de la Xina continental; Koxinga es va veure limitat a atacar l'estret. El seu net Zheng Keshuang es va rendir als Qing després que el seu almirall perdés la batalla de les illes Penghu de 1683 al mig de l'estret.
El Japó es va apoderar de les Illes dels Pescadors durant la Primera Guerra sino-japonesa i va aconseguir el control de Taiwan en la seva conclusió el 1895. El control de la meitat oriental de l'estret va ser utilitzat per establir el control de la costa del sud de la Xina durant la Segona Guerra Mundial. L'estret va protegir les bases i la indústria japonesa a Taiwan dels atacs i sabotatges xinesos, però la guerra aèria va arribar a l'illa el 1943. La batalla aèria de Formosa de 1944 va donar a la flota del Pacífic dels Estats Units la supremacia aèria dels seus grups de transportistes i bases filipines; posteriorment, el bombardeig va ser continu fins a la rendició del Japó el 1945. El ràpid avanç de l'EPL comunista el 1949 va provocar la retirada del govern a través de l'estret de Taiwan.
L'estret ha estat escenari de confrontacions militars entre la Xina continental i Taiwan des de la guerra civil de 1949 quan les forces de Chiang Kai-shek es retiraren a Taiwan. Aquests dos països encara no han signat un armistici, no tenen relacions diplomàtiques i l'estret sempre ha estat motiu de tensions armamentístiques.
La República Popular de la Xina té previst fer-hi un túnel submarí o bé un pont per unir les ciutats de Fuzhou, Fujian, de la Xina amb la capital de Taiwan, Taipei. Si es fes seria el pont més llarg del món però Taiwan tem per la seva seguretat i la seva independència de la Xina continental.
El 25 de maig de 2002, el vol 611 de China Airlines es va avariar en l'aire i es va estavellar contra l'estret de Taiwan, morint les 225 persones a bord. El 26 de febrer de 2022, la Xina va denunciar la navegació del destructor de míssils guiats de la classe Arleigh Burke de la 7a flota de la Marina dels Estats Units USS Ralph Johnson per l'estret de Taiwan com un acte provocador.

## Economia
Els pescadors han utilitzat l'estret com a recurs pesquer des de temps immemorials. En el món modern, és una de les principals vies de pas dels vaixells mercants de tot tipus amb origen o destí als principals ports del nord-est asiàtic. L'any 2020, els vaixells xinesos havien estat pescant i dragant sorra il·legalment a la meitat taiwanesa de l'estret.
Taiwan està construint grans parcs eòlics a l'estret.